# Andoa
Andoa là một chi rêu trong họ Hypnaceae.